# جائزة ألمانيا الكبرى 1979
جائزة ألمانيا الكبرى 1979 هو سباق فورمولا 1 أقيم بتاريخ 29 يوليو 1979 في حلبة هوكنهايم. كان العاشر من أصل 16 في بطولة العالم لسباقات الفورمولا واحد موسم 1979. حلّ الأسترالي آلان جونز أولا بينما جاء السويسري كلاي ريجاتسوني في المركز الثاني وحصل على المركز الثالث الفرنسي جاك لافيت.